# Kolašin
Kolašin (en idioma montenegrino: Колашин) es una ciudad situada en la parte central de la República de Montenegro. Es además la capital del municipio homónimo y un centro no oficial de la región de Morača, que recibe su nombre por el río Morača.
Según el censo de 2003, tenía una población de 2.989 y la densidad poblacional era de once habitantes por cada kilómetro cuadrado.
Se sitúa en el cruce de la carretera E65, que une Podgorica con Serbia pasando por Berane, con la carretera M9, que lleva a Albania a través de Andrijevica y Gusinje.
Kolašin se encuentra a 954 metros, al pie de las montañas Bjelasica y Sinjajevina, que ofrecen excelentes condiciones para esquiar. Por ello, es uno de los centros del turismo de montaña de Montenegro. Aunque Žabljak se considera un destino más atractivo, Kolašin tiene la ventaja de ser fácilmente accesible por carretera y ferrocarril. El Parque Nacional Biogradska Gora se encuentra en las cercanías de la ciudad y se considera una atracción turística de primer nivel. El desarrollo de Kolašin como destino turístico se ha visto reforzado por la apertura del hotel Bianca Resort & Spa, un complejo de lujo en el centro de la ciudad, en el edificio del antiguo Hotel Bjlasica, abierto en 1979, del arquitecto Radosav Zeković, en el estilo arquitectónico “regionalismo crítico” del periodo socialista de la antigua Yugoslavia.